# Konojedy (Úštěk)
Konojedy (deutsch Konojed) ist ein Ortsteil der Stadt Úštěk mit ca. 100 Einwohnern in Tschechien. Er liegt 4 km nordwestlich von Úštěk und 3 km nordwestlich von Kravaře v Čechách in ca. 350 m ü. M. und gehört dem Okres Litoměřice an. Das landwirtschaftliche Dorf im Böhmischen Mittelgebirge befindet sich nordöstlich des Geltschbergs und wird dominiert von dem hier vorhandenen Schloss. Die Entstehungsgeschichte des Ortes reicht bis in das Jahr 1057 zurück.

## Geschichte

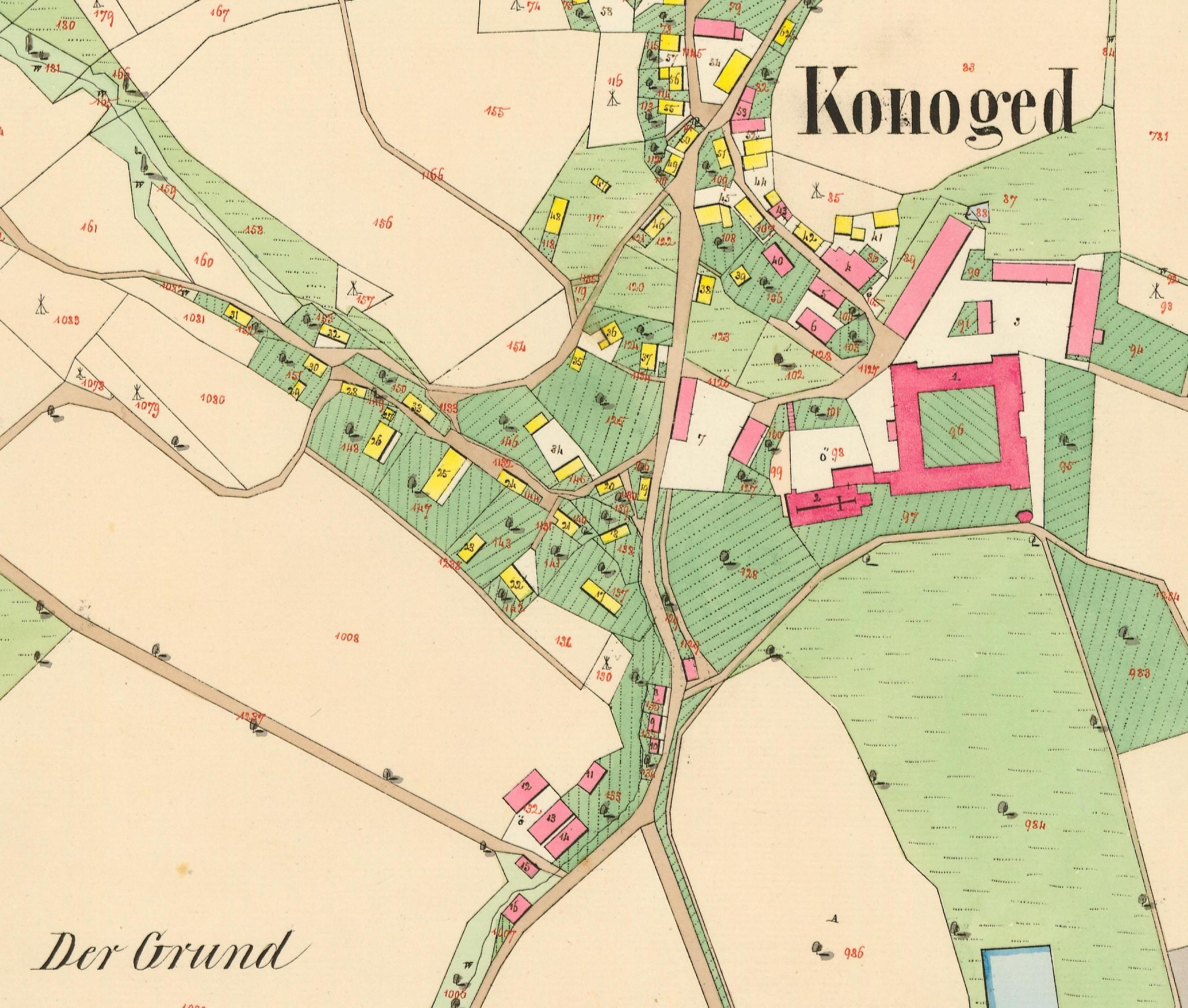
Karte von Konojed von 1843

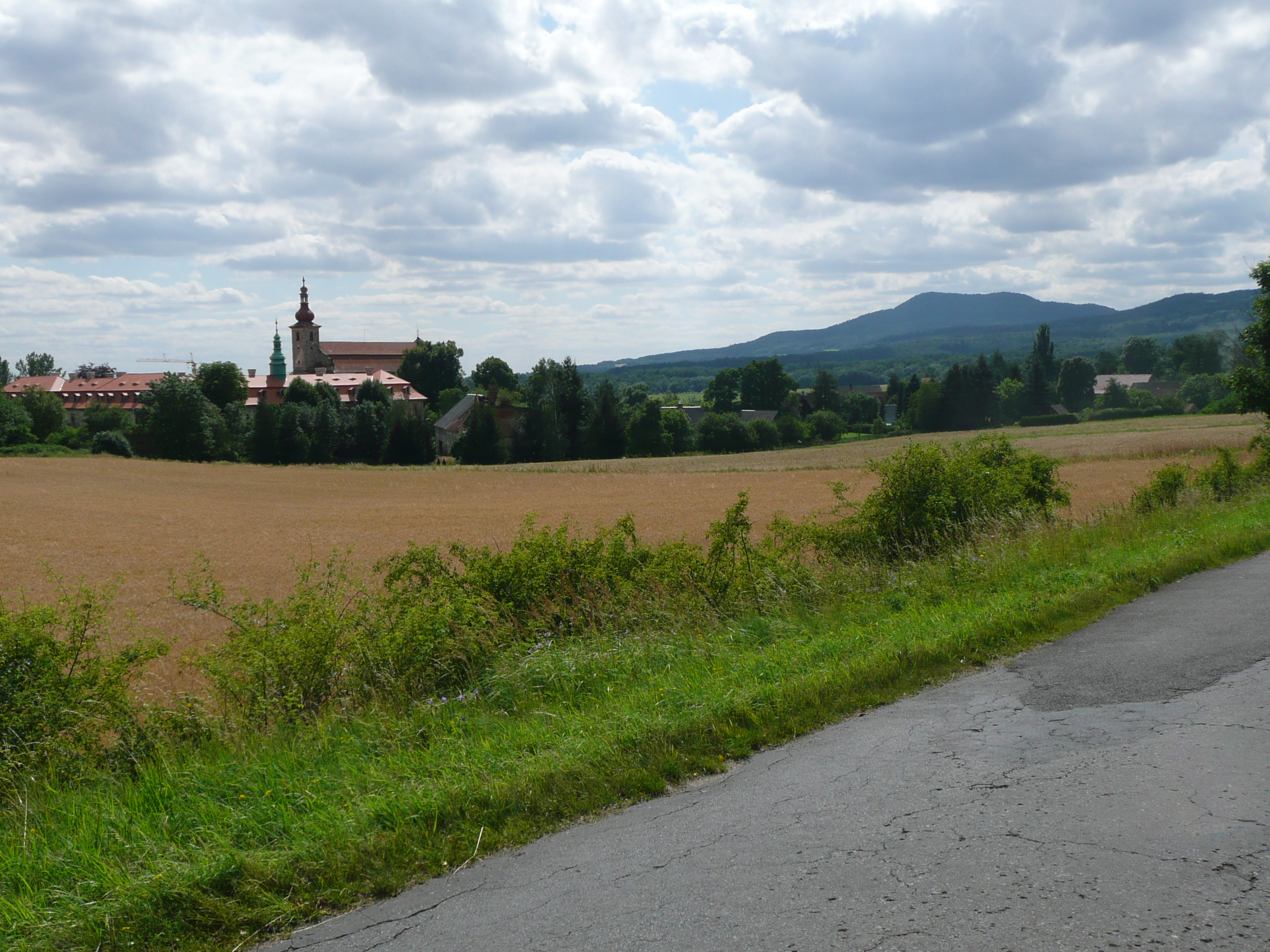
Ansicht von Konojedy mit dem beherrschenden Schloss und dem Geltschberg im Hintergrund

Schon 1451 ist die Festung von Konojedy erwähnt, die auf Grundlage eines hier ansässigen Ritterordens entstand. Im 16. Jahrhundert wurde die Feste umgebaut zu einem Schloss der Renaissance. Es ist belegt, dass der letzte Besitzer von Konojedy Albrecht Konojedy war. Dessen Besitz wurde enteignet und verkauft.
Ein weiterer bekannter Besitzer war František Spork, und im Jahr 1699 wurde in dem Schloss ein Spital für Arme errichtet. Dessen Tochter heiratete im Jahr 1712 František Karl Sweert, der hier 1746 ein Kloster gründete. In der Historie wurde erwähnt, dass es ein ringförmiges Kloster gewesen sein muss.
Schon 40 Jahre später, 1786, wurde das Kloster wieder geschlossen. Der Sohn des Gründers, Jan Kristian Sweert, kaufte es ab, ließ es niederreißen und errichtete hier das neue, noch heute zu sehende Schloss im Stil des Spätbarock. Dabei entstand auch die heute noch zu sehende mächtige Kirche der Jungfrau Maria.
Später wechselten hier noch einige Besitzer. Der letzte kaufte es von einem Arzt in Úštěk. 1945 wurde es enteignet.
In der kommustischen Ära war das Schloss in Nutzung der tschechischen Armee.

## Sehenswürdigkeiten

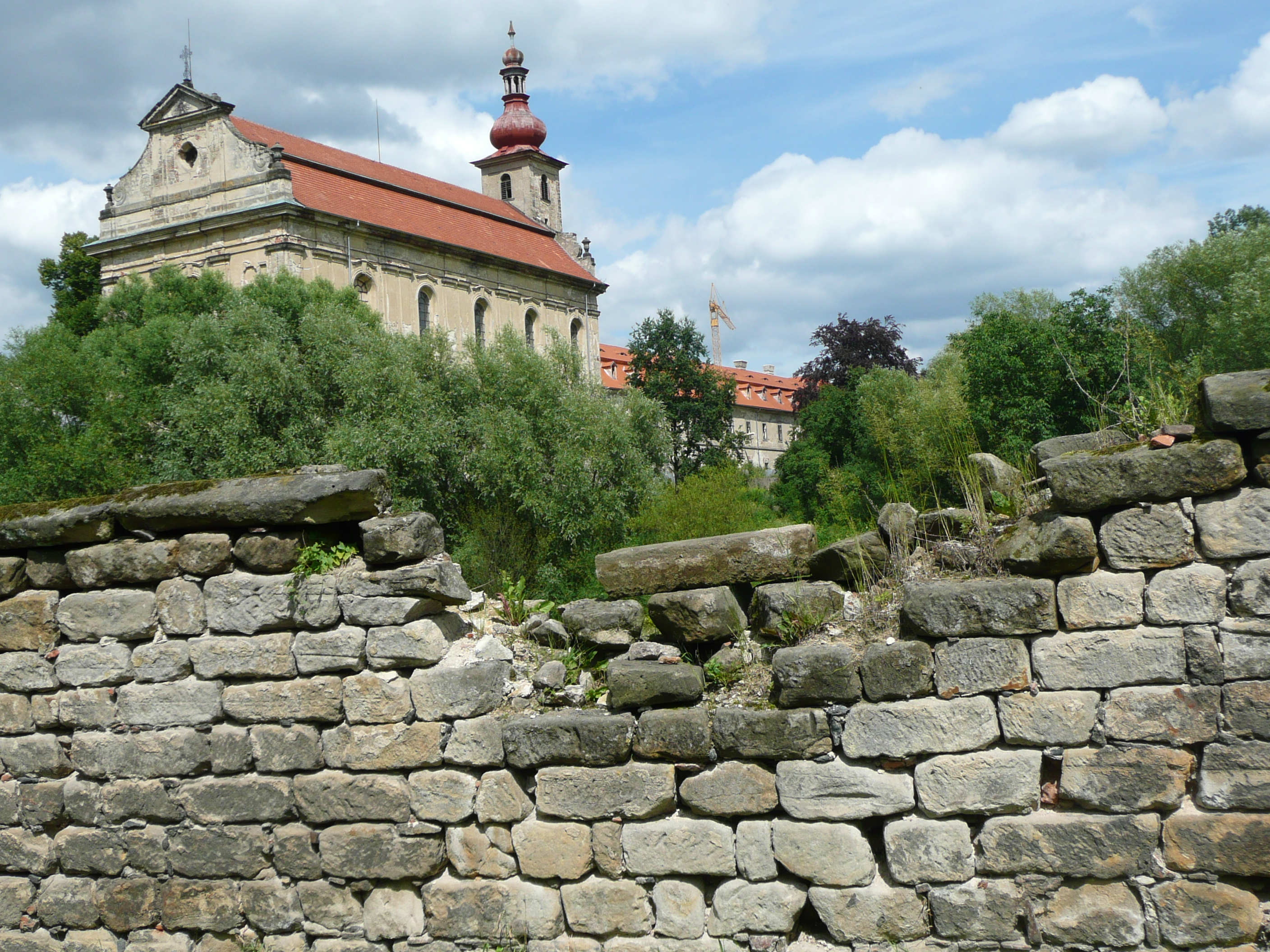
Ansicht auf die Kirche der Jungfrau Maria neben dem Schloss (2011)

Der Ort wird von dem Schloss mit der angebauten Kirche beherrscht. Das Schloss ist durch einen überdachten Gang mit der Kirche verbunden. Die spätbarocke Kirche Mariä Himmelfahrt wurde zwischen 1747 und 1762 erbaut. Auch im Garten des Schlosses sind einige Kunstbauten aus dem Barock, z. B. die Arkadenunterfahrt mit Vasen auf dem Geländer, einige Statuen, sowie der Eingangsbereich zu sehen.
Das Schloss ist heute unbewohnt und für Besucher nicht zugänglich. Es sind aber in den Weblinks ausführliche Fotos der jetzigen und früheren Bausubstanz zu sehen. Laut Internet hat es einen Besitzer. Es sind immer noch Renovierungsarbeiten im Gange. So wurde in den Jahren 2009 bis 2010 das komplette Dach der vier Klosterflügel neu eingedeckt.
Die Schlosskirche ist mittlerweile innen und außen renoviert, und in der Saison finden Konzerte der verschiedenen Musikgenres darin statt.
Außerdem renovierte man das etwas abseits am ehemaligen Fischteich gelegene Brennereigebäude.
Am Dorfplatz befinden sich einige Dorf- und Befestigungsbauten aus dem 18. – 19. Jahrhundert sowie gemauerte Bauten im Empire – Stil aus der ersten Hälfte des 19. Jahrhunderts.
In der Nähe des Klosters ist ein kleiner Steinbruch, der wegen des hier als Aufschluss sichtbaren Tephrits ein Naturdenkmal ist.
Tephrit ist ein basaltähnliches Ergussgestein, das in der hier zu sehenden Form relativ selten ist. Der Ausschluss heißt auf Deutsch wegen seiner Form „Konojeder Brotlaibe“.

## Belege
1. ↑  Katastrální území Konojedy u Úštěku: podrobné informace, auf uir.cz
2. ↑  Beschreibung der Besitzverhältnisse von Schloß Konojedy